# جون أرنولد (مصور سينمائي)
جون أرنولد (بالإنجليزية: John Arnold)‏ هو مصور سينمائي أمريكي، ولد في 16 نوفمبر 1889 في نيويورك في الولايات المتحدة، وتوفي في 11 يناير 1964 في بالم سبرينغس في الولايات المتحدة.

## وصلات خارجية
- جون أرنولد على موقع IMDb (الإنجليزية)
- جون أرنولد على موقع ألو سيني (الفرنسية)
- جون أرنولد على موقع أول موفي (الإنجليزية)
- جون أرنولد على موقع قاعدة بيانات الأفلام السويدية (السويدية)
- جون أرنولد على موقع قاعدة بيانات الفيلم (الإنجليزية)
- جون أرنولد على موقع كينوبويسك (الروسية)